# Fraxinus trifoliolata
Fraxinus trifoliolata — вид квіткових рослин з родини маслинових (Oleaceae).

## Опис
Це кущ чи невелике дерево до 8 метрів у висоту. Гілочки гладкі, злегка стиснуті чи майже ціліндричні; бруньки голі чи запушені. Листки 15–18 см; ніжка листка 5–6 см, ворсиста чи гола; листочків 3(7), листочкові ніжки 1.5–3 мм; листочкові пластинки від яйцюватої до еліптичної форми, 8–12(15) × 3.5–5(7) см, зверху голі, знизу щільно запушені, край від пилчастого до зубчасто-городчастого, верхівка загострена. Волоті кінцеві чи бічні, 10–15 см, густоквіткові. Квітки одностатеві, ≈ 3 мм, з'являються після листків. Тичинкові квітки: чашечка дзвінчаста, ≈ 1 мм, зубці дельтоподібні; віночок білий, частки лінійні, рівні тичинкам, 6–7 мм. Самара лопатоподібна, ≈ 30 × 5 мм; крило густо запушене. Квітує у травні, плодить у липні — жовтні.

## Поширення
Ареал: Китай (Юньнань, Сичуань).
Росте вздовж річок і на сухих скелястих горах, зустрічається в саванній рослинності вздовж річки Янцзи; на висотах від 1500 до 3500 метрів.

## Використання
Немає інформації про використання та торгівлю цим видом.